# Zwischen Abend und Morgen
Zwischen Abend und Morgen ist eine deutsche Stummfilm-Schauergeschichte aus dem Jahre 1923 von Arthur Robison, demjenigen Regisseur, der noch im selben Jahr mit Schatten einen Klassiker des deutschen spukhaften Filmexpressionismus geschaffen hatte. Auch diese Robison-Inszenierung weist Züge des filmischen Expressionismus auf und verquickt diesen mit Versatzstücken des phantastischen Kinos und Gothic-Elementen britischer Schauergeschichten. Beide thematisch nicht unähnlichen Inszenierungen drehte Robison in der ersten Jahreshälfte 1923 kurz hintereinander.

## Handlung
Der Untertitel „Der Spuk einer Nacht“ weist die inhaltliche Zielrichtung der Geschichte mit ihren namenlosen Akteuren vor: In den Nachtstunden, zwischen Abend und Morgen, wie der Haupttitel verkündet, schleichen und huschen finstere Schattengestalten am Auge des Betrachters vorbei. Ihre Existenz ist nicht klar, und sie scheinen das Sonnenlicht und den Tag meiden zu wollen. Sie sind die Boten finsterer Geschicke, die die Protagonisten des Films, die menschlichen Nachtgestalten, erdulden und erleiden müssen.
Da ist beispielsweise der Spätheimkehrer aus dem Ersten Weltkrieg, der, die schrecklichen Fronterlebnisse und die Gefangenschaft kaum verwunden, daheim feststellen muss, dass seine innig geliebte Gattin gesellschaftlich ins Bodenlose abgerutscht ist und heute eine dirnengleiche Existenz in der Gosse führt. Dies wirft den Heimkehrer noch weiter zurück, und so flieht er konsequenterweise zu den Toten, indem er als Friedhofswächter, fern allen irdischen Lebens, seinen Dienst verrichtet. Das Los des von der verkommenen Mutter vernachlässigten Töchterchens kettet er unentrinnbar an sein eigenes Schicksal.
Ein anderer Mann ist derweil an die Friedhofswächter-Gattin geraten und droht, durch seine Abhängigkeit zu ihr, gleichfalls im Morast zu versinken. Sie hat ihren Liebhaber mit Kokain gefügig und willenlos gemacht und tyrannisiert ihn seitdem ohne Unterlass. Der Kriegsheimkehrer kann von seiner Frau jedoch nicht lassen, zu sehr quält ihn die Eifersucht und die Erkenntnis, dass sie nun einem anderen zu gehören scheint. Auch dieser Andere hat eine Frau hinter sich gelassen. Denn der im Kokainrausch Gestrandete war einst ein talentierter Künstler, der sein bisheriges Leben wegwarf, was dessen Gattin, die selbst künstlerisch tätig ist, mit Wehmut feststellen muss.
Alle Protagonisten werden in dieser spukhaften Nacht mit ihren schaurigen Erscheinungen umhergewirbelt. „Tod, Scheintod und Wahnsinn tauchen in ihrer furchtbarsten Gestalt auf, aus allen Ecken dringen fieberheiße Visionen in den Gedankenkreis der Handelnden, lähmen sie, treiben sie wieder zu Taten, die den aufkeimenden Wahnsinn im umnebelten Hirne verraten.“ Erst als der sich anbahnende Morgen über die Nacht obsiegt und mit seinem Licht die finsteren Nachtgestalten mit ihren Schatten und düsteren Visionen vertreibt, scheint Rettung für die verloren geglaubten, gestrandeten Seelen greifbar nah, denn der Morgen bedeutet zugleich neues Leben und neue Hoffnung.

## Produktionsnotizen
Zwischen Abend und Morgen entstand im Frühjahr 1923 und passierte die Zensur am 21. Juni 1923. Der mit Jugendverbot belegte Sechsakter besaß eine Länge von 2101 Metern. Die Uraufführung fand am 3. August in Berlins Mozartsaal statt. 
Die Filmbauten entwarf Herbert Lukian.

## Kritiken
Die Filmwelt meinte: „Meisterhaft hat Arthur Robinson [sic!], der Autor-Regisseur, diese nachtdunkle Symphonie inszeniert. In dem finstern Rahmen der Handlung gleiten seine Figuren wie Schemen an dem Auge des Beschauers vorüber. Ausgezeichnet ist die Photographie Fritz Arno Wagners, der mit sparsamen Lichteffekten es wunderbar versteht, der Handlung die richtige Färbung zu geben. Werner Kraus [sic!] ergreifendes und tief erschütterndes Spiel zeigt wieder, welch ungeheures Können dieser große Künstler der stummen Kunst in sich trägt. Ihm schließen sich würdig an: Agnes Straub, Gertrude Welcker, Blandine Ebinger, Elga Brink, Alfons Fryland und Heinrich George.“
In Der Tag befand Béla Balázs, dass sich hier ein diskreter Expressionismus (als Filmsprache) als bester, bildhafter Stimmungsausdruck erweise und lobte vor allem die Kameraarbeit Fritz Arno Wagners: so schattenhaft zarte, unkörperliche und doch deutliche Gespensterbilder habe er, Balázs, nie zuvor gesehen. Wagner sei in seinen Augen ein „Spezialist für Astralaufnahmen“. Kritik äußerte Balázs am Drehbuch, dass trotz des „sehr brauchbaren Friedhofmilieus nicht filmmäßig“ sei.